# Complexul de clădiri ale spitalului județean fondat de Zemstvă (Soroca)
Complexul de clădiri ale spitalului județean fondat de Zemstvă este un complex de clădiri amplasat pe str. M. Kogălniceanu, 1 în Soroca, Republica Moldova. Este un monument arhitectural și de artă de importanță națională inclus în Registrul monumentelor Republicii Moldova ocrotite de stat cu nr. 2622 (raionul Soroca). Datează din 1893.